# Rodovia Cônego Domenico Rangoni
A Rodovia Cônego Domênico Rangoni, também conhecida como Piaçaguera-Guarujá, é uma rodovia de São Paulo, sendo considerada uma das maiores do estado.
Foi construída na década de 1970, visando desafogar as já velhas e desgastadas balsas que faziam a travessia Santos-Guarujá. Ligando o continente à Ilha de Santo Amaro ou Guarujá e a Rodovia de Piaçaguera, atualmente suas denominações oficiais são SP-248/55 (entre o Guarujá e trevo da Rio-Santos, no bairro de Monte Cabrão, em Santos) e SP-55 (entre a Rio-Santos e a Rodovia dos Imigrantes). Neste último trecho, a rodovia faz parte do sistema da BR-101, porém é mantida pelo Governo do Estado de São Paulo, através do Departamento de Estradas de Rodagem - DER, sob concessão da Ecovias.
Possui cerca de trinta quilômetros de extensão, têm um túnel denominado "Túnel dos Quilombos". Começa na Rodovia dos Imigrantes, e serpenteia o complexo petroquímico de Cubatão, passando pela COSIPA (atual USIMINAS), Braskem, Unipar Carbocloro e outras Indústrias do Vale do Rio Cubatão.
Foi reformulada, e atualmente conta com duas vias cada uma com três faixas para uso, sendo uma quase que exclusiva para caminhão.
Por ter sido construída em região de mangue, essa estrada consumiu o equivalente em números de caminhões para encher um Maracanã, o maior estádio de futebol do Brasil, cerca de vinte mil viagens com cada uma transportando em média dez toneladas de terra.
Atualmente a estrada encontra-se administrada pelo sistema de concessão por um período de vinte anos para a empresa Ecovias. A concessão, cedida à Ecovias, é remunerada mediante a cobrança de pedágio e os recursos advindo deste vão para a manutenção e melhoria dos sistemas de operação.